# Учебо, Майкл
Майкл Окечу́кву Уче́бо (англ. Michael Okechukwu Uchebo; 3 февраля 1990, Энугу) — нигерийский футболист, нападающий. Выступал в национальной сборной Нигерии.

## Клубная карьера
Родился 3 февраля 1990 года в городе Энугу. Воспитанник футбольной школы клуба «Энугу Рейнджерс». Профессиональную футбольную карьеру начал в 2008 году в основной команде того же клуба, в которой провёл один сезон, приняв участие в 31 матче чемпионата. Большую часть времени, проведённого в составе «Энугу Рейнджерс», был основным игроком атакующей звена команды.
Своей игрой за эту команду привлёк внимание представителей тренерского штаба нидерландского «ВВВ-Венло», в состав которого присоединился в октябре 2009 года. Сыграл за команду из Венло следующие три сезона своей игровой карьеры. Играя в составе «ВВВ-Венло», также в основном выходил на поле с первых минут.
В состав «Серкля» присоединился в 2012 году, подписав двухлетний контракт. С тех пор успел сыграть за команду из Брюгге более полусотни матчей в национальном чемпионате.
11 октября 2014 года Учебо подписал трёхлетний контракт с «Боавиштой». В первом же матче за клуб против «Пасуш ди Феррейра» он забил гол, однако его команда проиграла со счётом 2:1.

## Выступления за сборные
В течение 2008—2009 годов привлекался в состав молодёжной сборной Нигерии. Вместе с командой играл на молодёжном чемпионате африканских наций 2009 года, забил один гол в трёх матчах. СМИ назвали его наиболее популярным игроком в составе Нигерии.
В феврале 2014 года Учебо получил вызов в основную сборную. 6 марта он дебютировал в составе национальной сборной Нигерии в товарищеском матче против Мексики, который закончился безголевой ничьей. Свой первый гол за сборную он забил в ворота Шотландии, сравняв счёт (1:1), после перерыва команды снова обменялись голами, итоговый счёт — 2:2.